# Red Buttons
Red Buttons, nombre artístico de Aaron Chwatt (Nueva York, Nueva York, 5 de febrero de 1919-Los Ángeles, California, 13 de julio de 2006), fue un comediante y actor estadounidense. Ganó el Óscar al mejor actor de reparto por su interpretación de Joe Kelly en Sayonara (1957), un rol dramático poco común en el conjunto de su carrera.
En el año 1962 trabajó en una gran película, Hatari!, en la que encarnaba el personaje de Pockets.

## Primeros años e inicios de su carrera
Nacido en Manhattan, Nueva York, a la edad de 16 consiguió trabajo en Ryan's Tavern en City Island, Bronx. La combinación de su cabello pelirrojo y los brillantes botones de su uniforme de trabajo inspiraron al director de orquesta Charles "Dinty" Moore a llamarlo Red Buttons (que significa "botones rojos"), nombre que posteriormente utilizaría en el ámbito artístico.
En 1941, José Ferrer eligió a Buttons para aparecer en el show The Admiral Had a Wife. El ataque de Pearl Harbor ocurrió el 7 de diciembre de 1941 y la obra iba a ser estrenada al día siguiente, pero nunca lo hizo ya que su realización fue considerada inapropiada después del desastre. En los años siguientes, Buttons bromearía acerca de este hecho diciendo que los japoneses atacaron Pearl Harbor para sacarlo del teatro.
En septiembre de 1942, finalmente debutó en la obra Vickie en la que también actuaban Ferrer y Uta Hagen. Más tarde ese mismo año, Buttons apareció en Wine, Women and Song. También trabajó en la obra Winged Victory, así como en la película homónima.

## Éxito en su carrera artística
En 1952, Buttons tuvo su propia serie televisiva, The Red Buttons Show, que se emitió durante tres años y tuvo mucho éxito. Buttons popularizó a mediados de los '50 la frase "strange things are happening" ("cosas extrañas están sucediendo").
Su rol en Sayonara fue más dramático que sus papeles anteriores. En aquella película, su personaje se llamaba Joe Kelly, un piloto de la Fuerza Aérea de los Estados Unidos destinado a Kōbe, Japón, durante la guerra de Corea, que se enamora de Katsumi, una mujer japonesa (interpretada por Miyoshi Umeki). Tanto Buttons como Umeki ganaron un Óscar por esta película.
Después de Sayonara, Buttons apareció en numerosas películas, incluyendo Hatari!; El día más largo; Harlow; La aventura del Poseidón; Danzad, danzad malditos; y  Pedro y el dragón Elliott. También trabajó en programas de televisión memorables, como It's Garry Shandling's Show.
Buttons se convirtió en un cómico reconocido. Ocupa el puesto #71 en la lista Comedy Central de los 100 mejores comediantes de la historia.

## Vida personal
Desde 1947 a 1951, estuvo casado con la actriz Roxanne Arlen. Su casamiento siguiente fue con Helayne McNorton, desde el 8 de diciembre de 1949 hasta 1963, cuando se divorciaron. Finalmente se casó con Alicia Pratt el 27 de enero de 1964, quien murió en marzo de 2001. Buttons tuvo una hija, Amy, y un hijo, Adam.
Falleció a los 87 años de edad debido a una enfermedad cardiovascular el 13 de julio de 2006 en su casa, en Los Ángeles.

## Premios y distinciones
Premios Óscar
| Año  | Categoría                       | Película | Resultado |
| ---- | ------------------------------- | -------- | --------- |
| 1958 | Óscar al mejor actor de reparto | Sayonara | Ganador   |

Globo de Oro
| Año  | Categoría                              | Película                | Resultado |
| ---- | -------------------------------------- | ----------------------- | --------- |
| 1970 | Globo de Oro al mejor actor de reparto | Danzad, danzad malditos | Candidato |
| 1966 | Globo de Oro al mejor actor de reparto | Harlow                  | Candidato |
| 1957 | Globo de Oro al mejor actor de reparto | Sayonara                | Ganador   |